# Ковёр эрсари
Ковёр эрсари — разновидность ковров ручной работы туркменского племени эрсари, проживающих на территории Туркменистана и Узбекистана. Более современные ковры также могут содержать хлопок. Цвета — темно-красный, синий, бежевый и иногда желтый и сине-зеленый. В отличие от других племен туркменов, производимые племенем эрсари ковры не имеют собственного отличительного геля и племенного мотива, поэтому на коврах медальоны практически не встречаются. Орнаментальная часть ковров эрсари состоит из геометрических и растительных узоров, позаимствованных и видоизмененных персидских и китайских символов.

## Описание
Эрсари, в отличие от других туркменских племён, избежали притеснений со стороны Персии и Российской империи в XIX и XX веках, а также внутренних конфликтов. Это позволило им стать одним из самых крупных туркменских племенных союзов. К ним присоединялись другие народы, что добавляло разнообразие в дизайн их ковров.
Благодаря многонациональному составу, ковры племени эрсари отличаются разнообразием стилей: от традиционных туркменских узоров с племенными символами до флористических мотивов, более характерных для Ирана и Афганистана.
Главная особенность ковров эрсари — это крупные узоры гёль, которые больше по размеру, чем у других туркменских ковров. В их орнаменте можно увидеть символы туркменских родов, племенные тотемы и изображения животных-талисманов.
Цветовая гамма этих ковров обычно включает яркие сочетания красного, чёрного и жёлтого цветов.